# Eduardo Farnesio
Eduardo Farnesio (en italiano: Odoardo Farnese; Roma, 7 de diciembre de 1573 - Parma, 21 de febrero de 1626) fue el segundo hijo de Alejandro Farnesio, duque de Parma y María de Portugal. Fue Cardenal de la Iglesia católica y brevemente, regente del Ducado de Parma en nombre de su sobrino Eduardo I, de 1622 a 1626.

## Biografía
Destinado a la carrera eclesiástica ya durante su juventud, su tío abuelo Alejandro Farnesio se encargó de su educación. En 1589 ya era Abad de Grottaferrata. Dos años después, el 6 de marzo de 1591, fue nombrado cardenal diácono por el papa Gregorio XIV, recibiendo el birrete y el título de Sant'Adriano al Foro el 20 de noviembre del mismo año.
El 11 de enero de 1621, en calidad de protodiácono, optó por las órdenes de cardenal presbítero, sin recibir título alguno. El 3 de marzo fue creado cardenal obispo de Frascati.
El cardenal Odoardo es probablemente más conocido por su papel de protector de las artes, pues fue él quien encargó la decoración del Camerino del Palazzo Farnese a Annibale Carracci.
Está enterrado en la Iglesia del Gesú en Roma. En su tumba consta esta inscripción latina: ODOARDO. S.R.E. CARDINALI. FARNESIO. EPISCOPO. TUSCULANO. ALEXANDRI. PARMAE. ET PLACENTIAE. DUCIS. ET. PRINCIPIS. MARIAE. LUSITANAE FILIO.